# 甲酚紫
甲酚紫是一种含氮有机化合物，化学式C19H18ClN3O，常用于胃幽门螺杆菌的组织学染色。